# 마우리시우 보르지스 시우바
마우리시우 보르지스 아우메이다 시우바(포르투갈어: Maurício Borges Almeida Silva, 1989년 2월 4일~)는 브라질의 배구 선수로 포지션은 아웃사이드 히터이다. 브라질 자국 리그인 수페를리가 브라질레이라 지 볼레이보우에서 주로 활동했으며 현재 레소비아 제슈프 소속으로 활동하고 있다.
국제 대회에서는 브라질 국가대표로 활동하며 올림픽에서 금메달 1개(2016)를 획득했으며, 세계 선수권 대회 준우승 1회, 월드리그 1회 우승을 달성했다.